# Амон, Марсель
Марсель Амон (фр. Marcel Amont; 1 апреля 1929[…], Бордо, Франция — 8 марта 2023[…], Сен-Клу, Франция) — французский певец, актёр и писатель.

## Биография
Родился 1 апреля 1929 года в Бордо. После окончания бакалавриата одновременно учился в консерватории и институте физкультуры. Из двух профессий выбрал творческую, взяв псевдоним Марсель Амон. Дебютировал как актёр и певец на сценах родного города, а в 1951 году переехал в Париж. Амон выступал в столичных кабаре, где пел и играл на саксофоне. В 1956 году он устроился работать в концертный зал «Олимпия», где приобрёл известность своими выступлениями перед концертами знаменитой певицы Эдит Пиаф. В том же году Амон записал свою первую пластинку и дебютировал в кино, снявшись в фильме «Невеста слишком хороша» с Брижит Бардо в главной роли.
В 1960-е и 1970-е годы Амон был востребованным артистом. Исполнял песни как собственного сочинения, так и написанные Шарлем Азнавуром (песня «Le Mexicain») и Клодом Нугаро (песня «Porte-plume»). В 1962 году он дал сольный концерт в театре «Бобино», на который были раскуплены все билеты. Амон часто появлялся на телевидении, участвовал в популярных программах Марити и Жильбера Карпантье и Ги Лу, а в 1967 году была выпущена в эфир его авторская передача «Amon tour». В 1965 и 1970 годах Амон давал сольные концерты в «Олимпии». В 1974 году начала выходить его новая передача «Tutankhamont», также он участвовал в различных программах во Франции, Европе и Японии.
Скончался 8 марта 2023 года в возрасте 93 года в Сен-Клу.

## Уход со сцены
В 1980-х годах Амон практически ушёл со сцены. В это время он работал над книгами «Une chanson. Qu’y a-t-il à l’intérieur d’une chanson ?» и «Ça se dit, ça s'écrit, ça se chante», вышедшими в 1990 и 2000 годах. Во второй половине 2000-х годов Амон вернулся к музыке. В 2006 году он выпустил новый альбом Décalage Horaire, в который вошли песни, исполненные дуэтом с Жераром Дармоном и Аньес Жауи, а в 2007 году вновь выступил в «Олимпии». В 2009 году Амон выпустил мемуары «Sur le boulevard du temps qui passe». В начале 2010-х он провёл несколько гастрольных туров, выпустил сборник своих лучших песен и книгу «Lettres à des amis».
В апреле 2019 года Амон отпраздновал 90-летие на сцене концертного зала «Альгамбра» в Париже в компании друзей, среди которых были Мишель Жонас и Серж Лама.

## Личная жизнь
Марсель Амон является отцом четырёх детей. От брака с Тамарой Деинесс у него двое детей: Катя (родилась в 1956 году) и Алексис. С 1978 году женат на Марлен Лабор, в этом браке родились дети Ромели и Матиас.